# Himantura signifer
Himantura signifer és una espècie de peix pertanyent a la família dels dasiàtids.

## Descripció
- Pot arribar a fer 60 cm de llargària màxima.
- Té una banda blanca i estreta al voltant del disc.
- Vàlvula espiral amb 11-14 voltes.
- Té un taca blanca anterior a l'espiracle i posterior als ulls.[3][4][5]

## Reproducció
Té lloc a l'aigua dolça i és ovovivípar.

## Alimentació
Menja crustacis i mol·luscs bentònics.

## Hàbitat
És un peix d'aigua dolça i salabrosa, bentopelàgic i de clima tropical, el qual viu als fons sorrencs d'estuaris i rius.

## Distribució geogràfica
Es troba a Àsia: els rius Chao Phraya, Mekong i Tapi a Indonèsia, Malàisia i Tailàndia.

## Estat de conservació
Les seues principals amenaces són l'extracció de fusta, la contaminació ocasionada pels productes químics agrícoles, les aigües residuals, les deixalles industrials i la construcció de preses (com ara, al riu Chao Phraya).

## Ús comercial
Es ven fresc per al consum humà.

## Observacions
Les ferides causades per les seues espines dorsals són molt doloroses i poden arribar a ésser fatals.